# Джана Салат
Джана Салат (англ. Jana Salat, 6 квітня 1979) — канадська ватерполістка.
Учасниця Олімпійських Ігор 2000, 2004 років.
Призерка Чемпіонату світу з водних видів спорту 2001, 2005 років.
Призерка Панамериканських ігор 2003 року.